# Bahnhof Küssnacht am Rigi

Der Bahnhof Küssnacht am Rigi ist einer der drei Personenbahnhöfe auf Gebiet des Bezirks Küssnacht, der aus einer einzigen Gemeinde besteht. Er liegt an der Bahnstrecke Luzern–Immensee, einer Zufahrtsstrecke zur Gotthardbahn, und bildet einen regionalen Verkehrsknoten.

## Geschichte

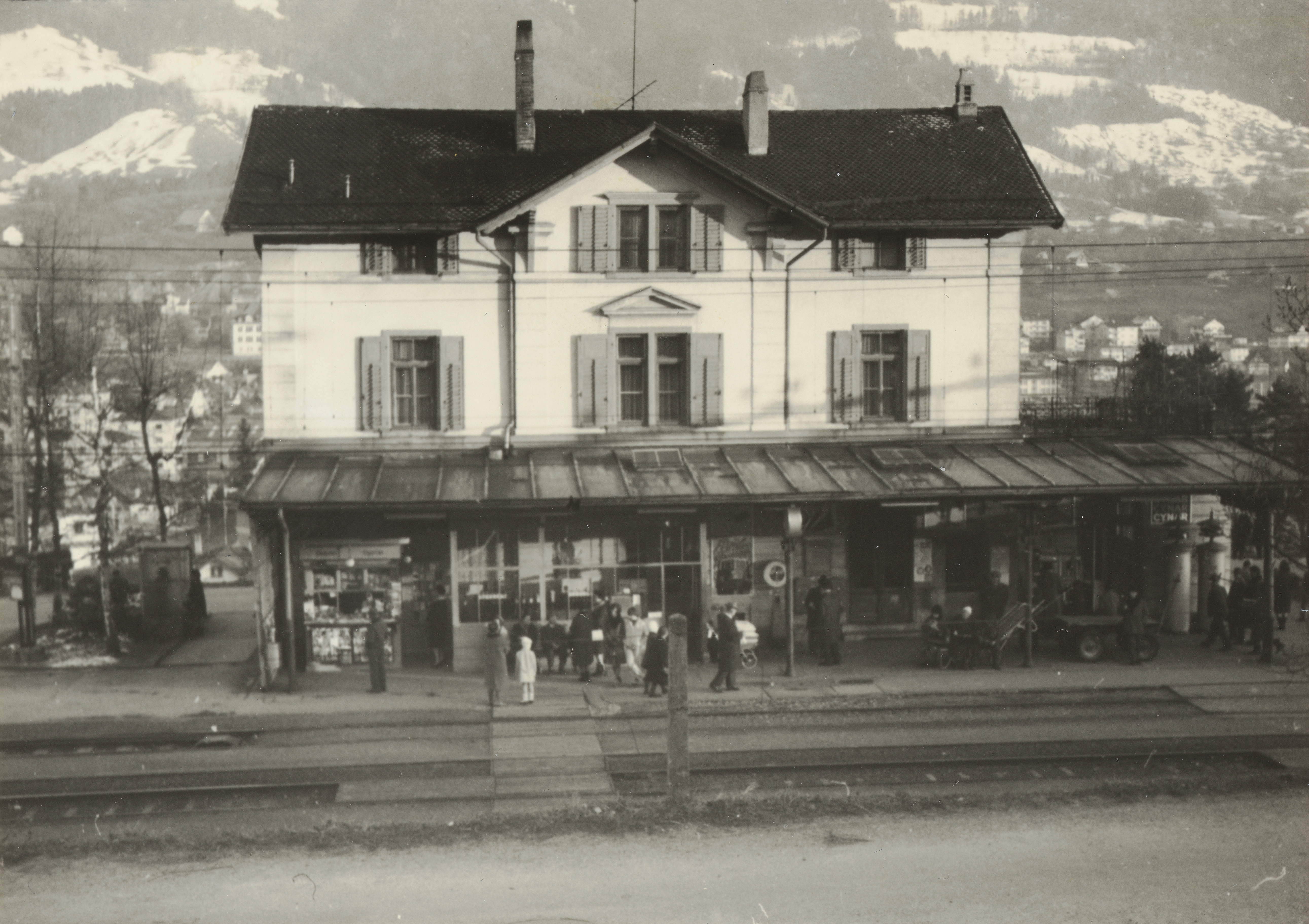
Stationsgebäude Bahnseite (undatiert)

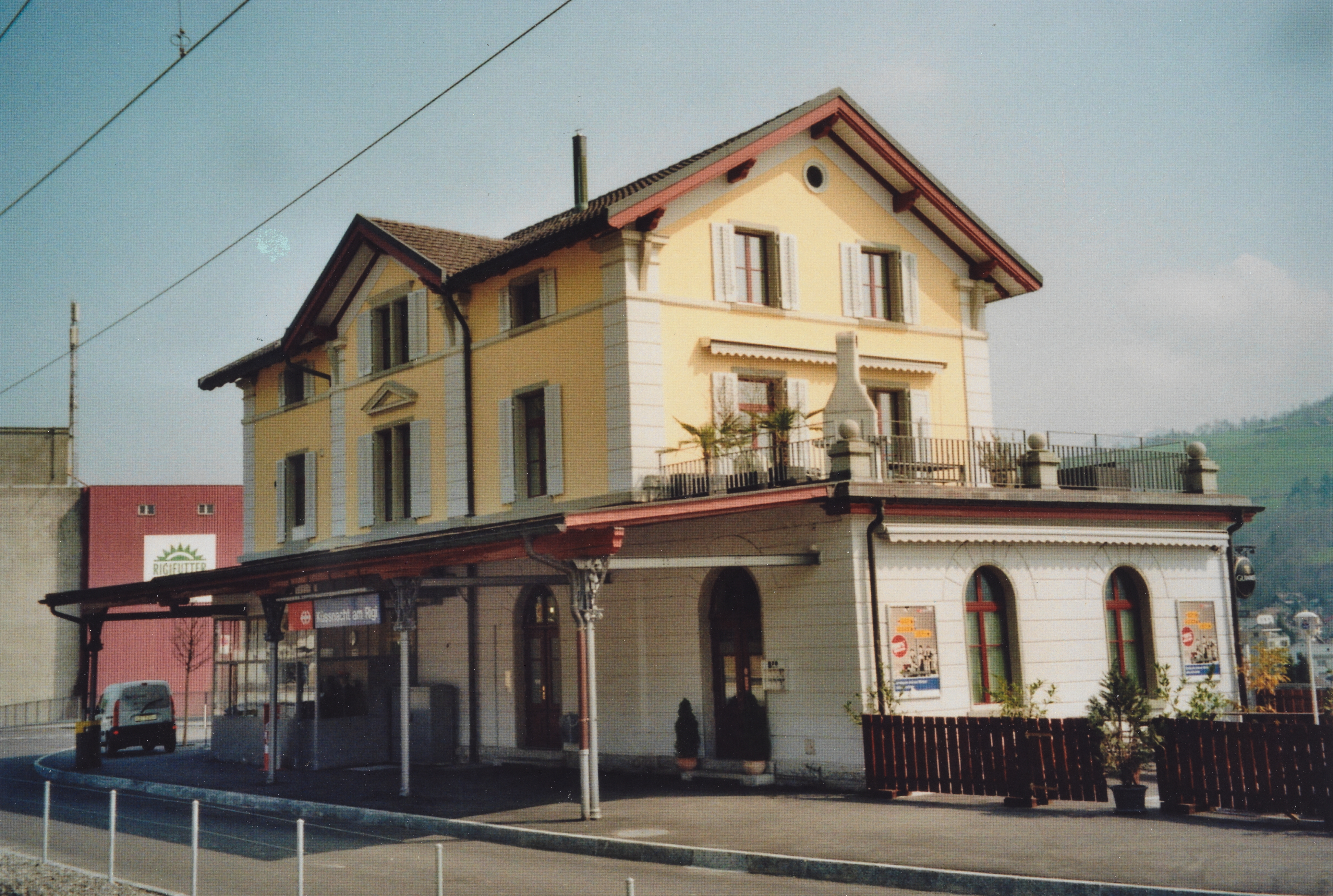
Stationsgebäude Strassenseite (2012)

Der Bahnhof wurde 1897 zusammen mit der Bahnstrecke Luzern–Immensee dem Verkehr übergeben. Er liegt ein wenig ausserhalb des Dorfes, in erhöhter Hanglage. Industriebetriebe siedelten sich deswegen nur spärlich an, die bekannteste ist wohl der zur französischen Lactalis-Gruppe gehörende Weichkäsehersteller Baer. In dessen Gebäude integriert ist auch eine Futterverarbeitung für landwirtschaftliche Betriebe.
1994 drohte die Schliessung der Strecke und somit auch des Bahnhofs.
In der jüngsten Vergangenheit wurde der Bahnhof zweimal grösseren Umbaumassnahmen unterzogen. Im Rahmen der Totalsperre der Strecke Luzern–Immensee zwischen 1997 und 1999 behielt der Bahnhof seine drei Gleise, der Verkehr wurde jedoch ausschliesslich auf den Gleisen 2 (Richtung Immensee) und 3 (Richtung Luzern) abgewickelt. Das Gleis 1 wurde in den Seitenbahnsteig eingelassen. Kurios war, dass der Seitenbahnsteig des Gleises 3 ebenfalls ans Gleis 2 grenzte, von diesem aber mit einem Maschendrahtzaun abgetrennt wurde. Der Bahnhof besass bis 2011 keine Unterführung, die Reisenden zu den Zügen auf Gleis 3 mussten stets das Gleis 2 niveaugleich kreuzen, die Sicherheit war 1999 durch die fahrplanmässigen Zugskreuzungen gewährleistet. Mit der Eröffnung der Haltepunkte Meggen Zentrum und Luzern Verkehrshaus mussten die S-Bahn-Kreuzungen nach Immensee verlagert werden, was die Sicherheit erheblich erschwerte. Dafür kam der bereits 2003 ins Spiel gebrachte Umbau des Bahnhofs ins Spiel.
Als die Auto AG Schwyz 2004 die Konzession für die Rivieralinie von der SGV erhielt, baute diese den Bahnhof Küssnacht zu einem Verkehrsknoten auf. Dazu kamen zwei neue Buslinien nach Root D4 und Meggen. Bereits zuvor wurde der Bahnhof Küssnacht von zwei Buslinien der Zugerland Verkehrsbetriebe nach Immensee und Rotkreuz angefahren. Die bisherige Busstation vor dem Bahnhof hielt den Anforderungen nicht mehr stand.
So wurde 2008 das Projekt eines Bahnhofsneubaus mit Busbahnhof publik, der 2011 fertiggestellt wurde. Die Kosten von rund 10 Millionen Franken trugen die SBB und der Bezirk Küssnacht, der Kanton Schwyz beteiligte sich nicht, weil er kein Gesetz zur Beteiligung an öffentlichen Verkehrsinfrastrukturprojekten kennt. 
Während der Bauphase existierte westlich des Bahnhofs eine provisorische Haltestelle. Der Mittelperron dient bereits seit dem 5. September dem Verkehr, der Bahnhof als Gesamtes wurde am 8. Dezember 2011 seiner Bestimmung im Rahmen einer Feierlichkeit übergeben.

## Infrastruktur
Das Aufnahmegebäude, das gemeinsam mit dem Busbahnhof mit sieben Stellplätzen in der Mitte des neu gestalteten Bahnhofsplatzes steht, verfügt über zwei Giebelgauben. Vor dem Umbau diente das Vordach des traufständigen Gebäudes den Wartenden, das angrenzende Gütergleis wurde im Rahmen des Umbaus entfernt. Zusammen mit einem WC-Häuschen steht das Aufnahmegebäude unter Denkmalschutz. Seit dem 20. Juni 2011 verrichtet ein neues Stellwerk in Küssnacht seinen Dienst.
Seit dem Umbau des Bahnhofs besteht ein Mittelbahnsteig mit zwei Gleisen, der beidseitig mit einer Unterführung angebunden ist, die mit Treppen und Aufzügen zu erreichen ist.

## Verkehr

### Eisenbahn
Früheres Angebot
Bis zur Streckensanierung 1997–1999 führte der gesamte Zubringerverkehr von Luzern zur Gotthardbahn über Küssnacht am Rigi, es hielten Regionalzüge zwischen Luzern und Flüelen im Bahnhof, seit 1991 auch der Voralpen-Express zwischen Luzern und Romanshorn. Im Zuge der Sanierung wurde der Gesamtverkehr zwischen Arth-Goldau und Luzern über Rotkreuz umgeleitet, auch die Regionalzüge verkehrten von nun an nach Rotkreuz. Nach der Wiedereröffnung 1999 verblieben die Fernverkehrsverbindungen Luzern–Gotthard auf der Strecke via Rotkreuz, da diese mit höheren Geschwindigkeiten befahren werden kann. Damit der Bezirk Küssnacht trotzdem noch an diese Züge angeschlossen war, wurde Immensee während der Bauphase zum Schnellzugshalt bestimmt. Via Küssnacht verkehren sie nur noch, wenn sie aufgrund von Störungen zwischen Immensee, Rotkreuz und Luzern über die Bahnstrecke Luzern–Immensee umgeleitet werden. Trotzdem wurden wieder Zugsverbindungen über Küssnacht angesetzt, so stündlich ein Regionalzug zwischen Luzern und Arth-Goldau, und der Voralpen-Express, der vom anfänglichen Zweistundentakt auf den Stundentakt verdichtet wurde. Später wurde die Regionalzugsverbindung bis Brunnen durchgebunden.
Aktuelles Fahrplanangebot
Aktuell wird der Bahnhof stündlich von zwei Zügen bedient, die in etwa einen Halbstundentakt ergeben. Jeweils stündlich halten der Voralpen-Express und eine Linie der S-Bahn Luzern.
Fernverkehr
- St. Gallen ‒ Herisau ‒ Wattwil ‒ Rapperswil ‒ Pfäffikon SZ ‒ Arth-Goldau ‒ Küssnacht am Rigi ‒ Luzern  FS  Voralpen-Express

S-Bahn
- S 3 Luzern – Küssnacht am Rigi – Arth-Goldau – Schwyz – Brunnen

### Busverkehr
Der Bahnhof Küssnacht ist hinter dem Busbahnhof Schwyz Zentrum der zweitgrösste Knotenpunkt im Netz der Auto AG Schwyz. Es laufen vier AAGS-Linien zusammen, dazu kommen zwei weitere der ZVB und eine Nachtlinie der VBL. Der Bahnhof Küssnacht fungiert als Schnittstelle zwischen der Eisenbahn und dem Busverkehr und bindet so Gemeinden wie Vitznau, Weggis, Greppen oder Udligenswil ans Bahnnetz an.
- 502 (Küssnacht am Rigi, Bahnhof – Greppen, Oberhaus – Weggis, Dorfplatz – Vitznau, Station –) Gersau, Wehri – Brunnen, Bahnhof – Schwyz, Zentrum – Steinen, Bahnhof – Arth-Goldau, Bahnhof – Arth, Tafelstatt (AAGS)
- 508 Küssnacht am Rigi, Bahnhof – Greppen, Oberhaus – Weggis, Dorfplatz – Vitznau, Station – Gersau, Wehri – Brunnen, Bahnhof – Schwyz, Zentrum – Seewen, Seewen Markt (AAGS)
- 529 Küssnacht am Rigi, Bahnhof – Udligenswil, alte Post – Root D4, Oberfeld (AAGS)
- 622 Meggen, Houb – Küssnacht am Rigi, Bahnhof – Immensee, Sunnehof (ZVB)
- 653 Rotkreuz, Bahnhof Süd – Risch, Dorf – Küssnacht am Rigi, Bahnhof – Weggis, Luftseilbahn (ZVB)
- N3 Luzern, Bahnhof – Meggen, Houb – Merlischachen, Dorf – Küssnacht am Rigi, Bahnhof – Arth-Goldau, Bahnhof (VBL)
- N33 Küssnacht am Rigi, Bahnhof – Greppen, Oberhaus – Weggis, Dorfplatz – Vitznau, Station (AAGS)